# Данильченко, Галина Викторовна
Гали́на Ви́кторовна Дани́льченко (укр. Галина Вікторівна Данильченко; род. 5 июля 1964, Орлово, Запорожская область, УССР, СССР) — украинский деятель регионального управления, пророссийский коллаборант. В 2000—2015 годах — бухгалтер, затем директор Мелитопольского завода подшипников скольжения. С 2015 года — член (затем секретарь) мелитопольского городского совета. В ходе вторжения России в Украину в 2022 году после оккупации Мелитополя и похищения законного мэра Ивана Фёдорова была провозглашена российскими войсками исполняющей обязанности мэра города.
Как коллаборант находится под международными санкциями Евросоюза, США, Великобритании и ряда других стран.

## Биография
Данильченко родилась 5 июля 1964 года в селе Орлово, которое располагается недалеко от Мелитополя. Она получила образование в Мелитопольском институте механизации сельского хозяйства, а также в Российском государственном аграрном университете — МСХА имени К. А. Тимирязева. Она поработала в детском саду несколько недель, затем — в лаборатории на заводе тракторных гидроагрегатов.
После завершения получения образования в области экономики и аудита работала бухгалтером на моторном заводе. С 2000 по 2015 годы работала бухгалтером на Мелитопольском заводе подшипников скольжения. На данный момент она директор этой фабрики. Владельцем компании является Евгений Балицкий, придерживавшийся пророссийских взглядов и имевший привычку ходить по улицам в советской военной форме.
Балицкий предложил Данильченко начать заниматься политической деятельностью. До 2015 года Галина была членом Партии регионов. В 2015 году она была избрана в мелитопольский городской совет как член партии «Оппозиционный блок» и вскоре назначена секретарём совета. В 2021 году стала директором Запорожского Регионального контакт-центра.

### Во время российской оккупации
После вторжения России в Украину Данильченко сотрудничала с российскими военными, оккупировавшими часть Запорожской области. 12 марта 2022 года, на следующий день после похищения мэра Ивана Фёдорова российскими военными, была назначена ими исполняющей обязанности мэра Мелитополя. В тот же момент она объявила, что городской совет будет упразднён и на его место придёт «Комитет народных избранников». Данильченко записала видеообращение к жителям Мелитополя: «Сейчас нашей основной задачей является подстроить все механизмы под новую действительность. Для того, чтобы как можно быстрее начать жить по-новому». Косвенно намекая на протесты, она добавила: «Несмотря на все наши усилия, в городе есть ещё люди, которые пытаются дестабилизировать ситуацию, которые призывают вас к экстремистским действиям. Я вас прошу, пожалуйста, будьте благоразумными, не поддавайтесь на эти провокации». Данильченко поблагодарила главу Чечни Рамзана Кадырова за гуманитарную помощь.
13 марта 2022 года Ирина Венедиктова, Генеральный прокурор Украины, начала расследование в отношении Данильченко по обвинению в государственной измене из-за попытки создать оккупационное правительство в Мелитополе. Расследование было начато по запросу городского совета Мелитополя.
В конце марта 2022 года Галина Данильченко в сопровождении вооружённых людей с масками пришла на собрание директоров местных школ после того, как те отказались сотрудничать с оккупационными властями и возобновить учебный процесс. После неудачной попытки загнать директоров в здание Данильченко погналась за людьми, выкрикнув: «Тогда мы вышвырнем вас всех из города». Ночью четверых директоров выкрали из собственных квартир и продержали 2 ночи в неотапливаемом гараже, после чего вывезли на 25 километров из города и объявили, что они наказаны за отказ сотрудничать с оккупантами и были высланы из города.
26 сентября 2022 года вместе с Евгением Балицким вступила в Единую Россию. В октябре избрана секретарём Запорожского регионального отделения партии.
11 марта 2025 года ушла в отставку с должности главы Мелитополя под российской оккупацией.

## Санкции
3 июня 2022 года, на фоне вторжения России на Украину, Данильченко внесена в санкционные списки Евросоюза. Евросоюз отмечает что Данильченко «делала несколько заявлений в поддержку российского присутствия в своем городе и призвала население не сопротивляться оккупантам. Таким образом, в этом качестве она поддерживала и продвигала политику, подрывающую территориальную целостность, суверенитет и независимость Украины».
27 июня 2022 года включена в санкционный список Канады «прокси поддерживаемых Россией» за «соучастие в неоправданном вторжении России в Украину».
Ранее, 24 марта 2022 года, попала под санкции Великобритании за «одобрение и действия в поддержку российской оккупации Мелитополя».
По аналогичным основаниям также находится под санкциями США, Швейцарии, Австралии, Японии, Украины и Новой Зеландии.

## Политические взгляды
На президентских выборах 2004 года голосовала за Виктора Ющенко, но была разочарована его правлением. В 2014 году отдала голос за Петра Порошенко, но в 2017 году назвала его худшим президентом и заявила, что сожалеет о том, что голосовала за него.

## Личная жизнь
По состоянию на март 2022 года Данильченко проживает в селе Спасское, которое расположено в Мелитопольском районе.